# Convento de Nuestra Señora de los Ángeles (Madrid)
El Real Convento de Nuestra Señora de los Ángeles era un convento situado en Madrid, hoy desaparecido.

## Historia

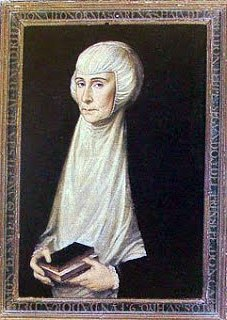
Retrato de la fundadora doña Leonor de Mascareñas por Sofonisba Anguisola.

El origen del convento se encuentra inseparablemente unido al de su fundadora la portuguesa doña Leonor de Mascareñas. Doña Leonor de Mascareñas fue aya del rey Felipe II y después de sus hermanas Juana y María. También fue aya del príncipe don Carlos. Esta dama había hecho voto de castidad en su juventud por la curación de un Felipe II y desde entonces se había ido convirtiendo en una mujer de piedad ampliamente conocida y celebrada. Desde 1554 vivió retirada de la corte, primero en un cuarto cercano al monasterio de San Jerónimo y posteriormente en otro del Real Alcázar. Hacía 1557 compró las casas de don Bernardino de Velasco situadas al este de la fachada sur del Alcázar, a las que se añadirían otras pertenecientes a Juana de Ávila y Melchor de Pinedo. La idea inicial de doña Leonor era fundar un colegio jesuita. Tras el establecimiento de la corte en Madrid,  el rey Felipe II permutó estas casas (donde se alzaría después la Casa del Tesoro) por otras en la plaza de Santo Domingo, también en Madrid.
El rey le concedería 3.000 ducados para construir y dotar un convento, alejándose doña Leonor de su primer deseo de fundar un colegio jesuita. Doña Leonor decidió que la orden elegida para el convento sería la de las franciscanas (o también clarisas) descalzas e hizo venir siete monjas del convento de Santa María de Jesús, de dicha orden, situado en Gordillas (Ávila).
El 7 de diciembre de 1563 se dijo la primera misa, inagurándose el convento. Doña Leonor no profesó en el mismo, sino que se retiró a una parte del convento con una o dos criadas. Desde su cuarto doña Leonor podía acceder directamente a la iglesia, así como a la clausura. La primera patrona fue doña Leonor, legando el patronato a su muerte. en 1584, a Felipe II y sus sucesores.
En las distintas ocasiones (1568, 1569) en que santa Teresa de Jesús pasó por Madrid de paso a otros lugares, se alojó en el convento.
Desde su fundación se estableció que debería componerse de un número máximo de doce monjas, aunque ampliables a veinte.
La iglesia fue finalizada en 1586, siendo consagrada por el obispo de Viseo.
En 1838 fue derribado, junto con el frontero convento de Santo Domingo, para ampliar la plaza Santo Domingo.

## Descripción

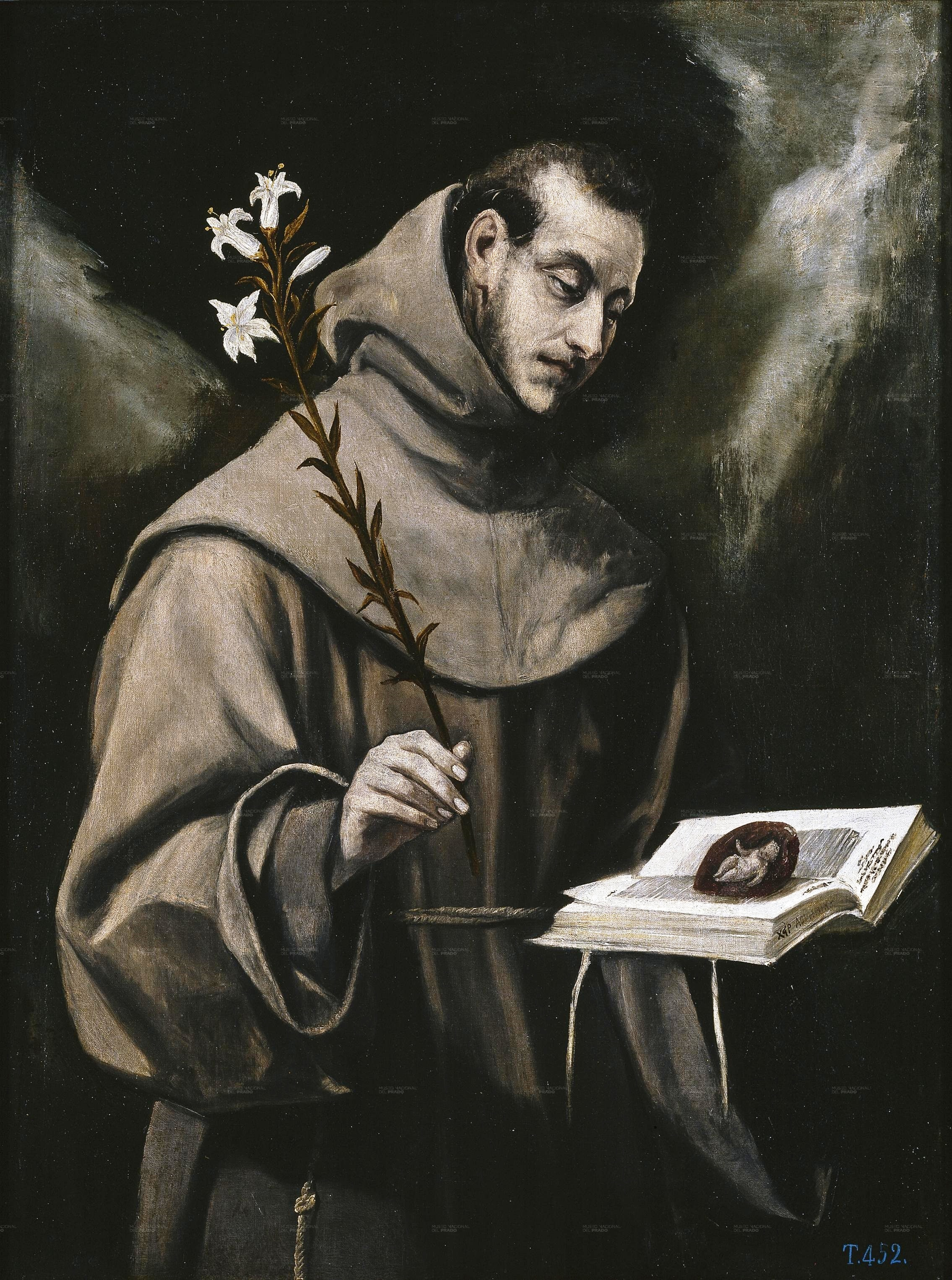
San Antonio de Padua, por El Greco, una de las obras de arte del convento, que pasaría en 1838 al Museo de la Trinidad y después al Museo del Prado.

El convento se encontraba situado en la costanilla del mismo nombre y era frontero al también desaparecido de convento de Santo Domingo el Real. A la iglesia se accedía desde la parte norte de la manzana en que se situaba, entre la costanilla de los Ángeles y la plaza de Santo Domingo. La arquitectura del convento debía de ser sencilla. Contaba con una importante colección de obras de arte entre las que se encontraban el tríptico de la Redención del Museo del Prado y pinturas del maestro de don Álvaro de Luna, el Greco, Francisco Rizi y Francisco Pérez Sierra.